# Resolution 676 des UN-Sicherheitsrates
Die Resolution 676 des UN-Sicherheitsrates ist eine Resolution, die der Sicherheitsrat der Vereinten Nationen in seiner 2961. Sitzung am 28. November 1990 einstimmig beschloss. Unter Hinweis auf die Resolutionen 598 (1987), 618 (1988), 631 (1989), 642 (1989), 651 (1990) und 671 (1990) und nach Prüfung eines Berichts des Generalsekretärs Javier Pérez de Cuéllar über die Militärbeobachtergruppe Iran-Irak der Vereinten Nationen beschloss der Rat folgendes:
- das Mandat der Militärbeobachtergruppe der Vereinten Nationen Iran-Irak um weitere zwei Monate bis zum 31. Januar 1991 zu verlängern,
- den Generalsekretär zu ersuchen, nach Gesprächen mit beiden Parteien im Januar 1991 über die Zukunft der Beobachtergruppe mit seinen Empfehlungen zu berichten.